# Bali Aga
Bali Aga – rdzenna ludność indonezyjskiej wyspy Bali, zamieszkująca górzyste obszary wyspy. Najbardziej znane skupiska ludu Bali Aga znajdują się w wioskach Trunyan, Tenganan i Sambiran. Ludność ta wywodzi się sprzed hinduskiego najazdu w XV wieku. Ich populacja wynosi 900 tys. osób.

Są kulturowo odrębni od pozostałych Balijczyków.